# Operophtera remotata
Operophtera remotata là một loài bướm đêm trong họ Geometridae.